# Centre de planification et de conduite des opérations
Pour les articles homonymes, voir CPCO.
Le Centre de planification et de conduite des opérations (CPCO), situé au cœur de l'Hexagone Balard dans le 15e arrondissement de Paris, est l’organe central permettant au chef de l'État d'exercer le commandement opérationnel de l’ensemble des forces militaires françaises engagées en opérations, que ce soit à l’extérieur ou à l’intérieur du territoire national.

## Histoire
Le Centre de planification et de conduite des opérations est créé en mars 2003 par le rapprochement du Centre d’opérations interarmées (COIA), situé au cœur de l'îlot Saint-Germain, dans le 7e arrondissement de Paris, et de l'État-major interarmées de planification opérationnelle (EMIA PO),, installé sur la base aérienne 110 de Creil.
En 2015, il déménage à l'hexagone Balard, au cœur du Pôle Opérations.
Lors de la pandémie de Covid-19, afin d'éviter la paralysie du CPCO en cas de hausse du nombre de personnes infectées sur le site de Balard, une partie de l'organe est transférée à la forteresse du Mont-Valérien.

## Missions et moyens
Les missions et moyens du CPCO sont définies à l'article 6 de l'arrêté du 30 décembre 1999 portant organisation de l'état-major des armées, dans sa version modifiée par l'arrêté du 11 mars 2003 :

« Le centre de planification et de conduite des opérations assure en permanence sous l'autorité du chef d'état-major des armées, notamment pour la prévention et le traitement des crises, une contribution à la veille stratégique, la planification pré-décisionnelle et opérationnelle et la conduite générale des actions militaires décidées par le Gouvernement dans un cadre national ou multinational.
À ce titre, placé sous les ordres du sous-chef d'état-major opérations :
- il recueille et tient à jour en permanence les éléments d'information nécessaires au chef d'état-major des armées dans l'exercice de ses attributions de conseiller militaire du Gouvernement et de responsable de la planification et de la conduite générale des opérations, dans un cadre national ou multinational ;
- il prépare les décisions opérationnelles du chef d'état-major des armées, élabore et diffuse ses ordres aux commandements ;
- il coordonne les aspects interarmées de la logistique et des transports associés aux opérations menées dans un cadre national ou multinational.

Parallèlement, il a la responsabilité de la constitution d'un état-major multinational de niveau stratégique. Il peut en outre participer à la constitution et au fonctionnement d'états-majors internationaux de niveau stratégique.
Il dispose en permanence des moyens matériels nécessaires au traitement des crises et est renforcé autant que de besoin pour faire face à des situations particulières, dans un cadre national ou multinational. »

En 2018 il compte 250 personnels, et 200 personnels en 2020, de tous grades, ainsi qu'une dizaine d'officiers de liaison provenant des principaux alliés de la France, qui assurent ensemble son fonctionnement 24 heures sur 24 et 7 jours sur 7.

## Généraux commandant le CPCO
Le chef du CPCO est un officier général situé dans la chaîne de commandement opérationnel en 4e position après le chef de l'État (en sa qualité de chef des armées conférée par l'article 15 de la constitution de 1958), le chef d'état-major des armées (CEMA) et le major général des armées (MGA).
- 2003–2004 : général de brigade Benoît Puga[a]
- 2004–2006 : général de division Emmanuel Beth[b]
- 2006–2008 : vice-amiral Jean-Pierre Teule (d)[c]
- 2008–2009 : général de division aérienne Jacques Cazaméa[d]
- 2009–2011 : général de division Didier Castres (d)[e]
- 2011–2013 : vice-amiral Frank Baduel[f]
- 2013–2015 : général de division Patrick Brethous[g]
- 2015–2017 : général de division aérienne Jean-François Ferlet[h]
- 2017–2018 : général de division Thierry Burkhard[i]
- 2018–2020 : général de division aérienne Stéphane Mille[j]
- 2020–2022 : général de brigade Philippe Susnjara[k]
- 2022–2023 : général de brigade aérienne Thierry Garreta (d)[l]
- Depuis 2023 : général de division Philippe Geay de Montenon (d)[m]